# 캄포디멜레
캄포디멜레(이탈리아어: Campodimele)는 이탈리아 라치오주 라티나도에 위치한 코무네다. 아우룬치 산과 아우소니 산 사이에 있는 가파른 카르스트 언덕에 위치해 있다.
주 경제는 농업에 기반을 두고 있다.